# Emil Mijares
Emil Mijares (* 16. März 1935 in Roxas City; † 15. Oktober 2007) war ein philippinischer Jazz- und Unterhaltungsmusiker (Vibraphon, Piano, Arrangement) und Orchesterleiter.

## Leben und Wirken
Mijares wuchs in Roxas City auf. In den 1950er Jahren machte er sich als Jazz-Pianist und Vibraphonist einen Namen, bevor er als Studiomusiker und für das philippinische Fernsehen tätig wurde. In den 1950er und 1960er Jahren erhielt er mehrere Cat-Awards. Zudem war er Lehrer und Mentor vieler philippinischer Musiker, etwa der Sängerin Charmaine Clamor.
Mijares wurde später auch „Großvater des philippinischen Jazz“ genannt. 1971 war er nach Ansicht des Asia Magazine einer der Topmusiker Asiens. Auch fungierte er als musikalischer Leiter des Metro Manila Popular Music Festival 1978 und als künstlerischer Leiter des ersten philippinischen Jazzfestivals 1985. Er erhielt den Aliw Award als bester Jazzmusiker (1983) und als bester musikalischer Leiter (1985). Mit seinem Orchester ist er auch auf Alben von Pilita Corrales, Nelda Navarro und Odette Quesada zu hören.
Am Ende der 1980er Jahre verließ Mijares die Philippinen und wanderte in die Vereinigten Staaten aus. Als Musiker blieb er in der Region Los Angeles aktiv, bis er im September 2007 einen Herzinfarkt hatte, an dessen Folgen er im Alter von 72 Jahren verstarb.
2004 wurde Mijares mit einem Lifetime Achievement Award des philippinisch-amerikanischen Magazins Celebrity Chronicle ausgezeichnet, 2006 einem der Jazz Society of the Philippines USA. Zu seiner Erinnerung benannte die Jazz Society of the Philippines USA ihr jährliches Stipendienprogramm nach ihm.

## Diskographische Hinweise
- Reflections (2012, Kompilation)